# Bebo Valdés
Bebo Valdés (Quivicán, 1918. október 9. – Stockholm, 2013. március 22.) kubai zongorista, zenekarvezető, hangszerelő, zeneszerző. Ötször kapott Grammy-díjat. A fia, Chucho Valdés ugyanerre a pályára lépett.

## Pályakép
A „kubai zene varázslója” az 1930-as években kezdett zongorázni Havanna híres éjszakai mulatóiban. Rövidesen nemzetközileg is ismert lett. Többször játszott Nat King Cole-lal és Rita Montanerrel. Együttese (Sabor de Cuba) kísérte Benny More-t és Pio Leyva-t is.
Jelentős szerepet játszott a mambo és a batanga népszerűsítésében.
A forradalom után elhagyta Kubát. Mexikóban, majd 1963-tól Svédországban élt.

## Lemezek
1952: Cubano (Clef) – as Andrés All-Stars

1956: Your Musical Holiday in Havana (Decca)

1956: Music for the Girlfriend (Decca)

1958: Selección de estrellas Vols. 1-4 (Discuba)

1959: Los mejores músicos de Cuba (Gema)

1959: Cuban Dance Party (Everest)

1959: Todo ritmo (Panart)

1960: Mucho sabor (Bonita), also issued as Este es Bebo Valdés (Venevox)

1961: Chachachás y charangas (Decca)

1995: Bebo Rides Again (Messidor)

1996: Cuba Jazz (TropiJazz) – with Paquito D'Rivera and Chucho Valdés

1999: Recuerdos de Habana (Naïve)

2001: El Arte del Sabor (Blue Note) – as Bebo Valdés Trio

2003: Lágrimas negras (Calle 54) – with Diego el Cigala

2003: Blanco y negro (Calle 54) – with Diego el Cigala

2003: We Could Make Such Beautiful Music Together (Calle 54) – with Federico Britos

2004: Bebo de Cuba (Calle 54)

2005: Bebo (Calle 54)

2007: Live at the Village Vanguard (Calle 54) – with Javier Colina

2008: Juntos para siempre (Sony Music Latin)